# Sury-en-Vaux
Sury-en-Vaux és un municipi francès, situat al departament de Cher i a la regió de Centre – Vall del Loira. L'any 2007 tenia 721 habitants.

## Demografia

### Població
El 2007 la població de fet de Sury-en-Vaux era de 721 persones. Hi havia 292 famílies, de les quals 96 eren unipersonals (44 homes vivint sols i 52 dones vivint soles), 76 parelles sense fills, 84 parelles amb fills i 36 famílies monoparentals amb fills.
La població ha evolucionat segons el següent gràfic:
Habitants censats

### Habitatges
El 2007 hi havia 458 habitatges, 300 eren l'habitatge principal de la família, 117 eren segones residències i 41 estaven desocupats. 447 eren cases i 8 eren apartaments. Dels 300 habitatges principals, 262 estaven ocupats pels seus propietaris, 29 estaven llogats i ocupats pels llogaters i 9 estaven cedits a títol gratuït; 1 tenia una cambra, 15 en tenien dues, 56 en tenien tres, 78 en tenien quatre i 150 en tenien cinc o més. 262 habitatges disposaven pel capbaix d'una plaça de pàrquing. A 147 habitatges hi havia un automòbil i a 125 n'hi havia dos o més.

### Piràmide de població
La piràmide de població per edats i sexe el 2009 era:
| Homes | Edats   | Dones |
| ----- | ------- | ----- |
| 8     | 95 o +  | 0     |
| 4     | 90 a 94 | 12    |
| 0     | 85 a 89 | 20    |
| 8     | 80 a 84 | 8     |
| 28    | 75 a 79 | 32    |
| 16    | 70 a 74 | 16    |
| 40    | 65 a 69 | 20    |
| 12    | 60 a 64 | 24    |
| 16    | 55 a 59 | 8     |
| 12    | 50 a 54 | 8     |
| 20    | 45 a 49 | 24    |
| 20    | 40 a 44 | 16    |
| 32    | 35 a 39 | 36    |
| 32    | 30 a 34 | 32    |
| 12    | 25 a 29 | 16    |
| 4     | 20 a 24 | 16    |
| 28    | 15 a 19 | 12    |
| 24    | 10 a 14 | 20    |
| 28    | 5 a 9   | 20    |
| 12    | 0 a 4   | 16    |

## Economia
El 2007 la població en edat de treballar era de 395 persones, 299 eren actives i 96 eren inactives. De les 299 persones actives 287 estaven ocupades (162 homes i 125 dones) i 12 estaven aturades (4 homes i 8 dones). De les 96 persones inactives 32 estaven jubilades, 39 estaven estudiant i 25 estaven classificades com a «altres inactius».

### Ingressos
El 2009 a Sury-en-Vaux hi havia 299 unitats fiscals que integraven 680 persones, la mediana anual d'ingressos fiscals per persona era de 19.493 €.

### Activitats econòmiques
Dels 28 establiments que hi havia el 2007, 1 era d'una empresa alimentària, 1 d'una empresa de fabricació d'altres productes industrials, 4 d'empreses de construcció, 9 d'empreses de comerç i reparació d'automòbils, 1 d'una empresa d'hostatgeria i restauració, 1 d'una empresa financera, 2 d'empreses immobiliàries, 3 d'empreses de serveis, 4 d'entitats de l'administració pública i 2 d'empreses classificades com a «altres activitats de serveis».
Dels 6 establiments de servei als particulars que hi havia el 2009, 1 era un taller de reparació d'automòbils i de material agrícola, 1 paleta, 1 fusteria, 1 electricista, 1 perruqueria i 1 restaurant.
Dels 2 establiments comercials que hi havia el 2009, 1 era una botiga de menys de 120 m² i 1 una fleca.
L'any 2000 a Sury-en-Vaux hi havia 66 explotacions agrícoles que ocupaven un total de 1.700 hectàrees.

## Equipaments sanitaris i escolars
El 2009 hi havia una escola elemental integrada dins d'un grup escolar amb les comunes properes formant una escola dispersa.

## Poblacions més properes
El següent diagrama mostra les poblacions més properes.